# Mycetobia pallipes
Mycetobia pallipes is een muggensoort uit de familie van de venstermuggen (Anisopodidae). De wetenschappelijke naam van de soort is voor het eerst geldig gepubliceerd in 1818 door Johann Wilhelm Meigen.